# Lestremelitta
Lestremelitta est un genre d'abeilles sans dard. Elles font partie des espèces d'abeilles à miel sans dard à être élevées par l'homme.
Les abeilles sans dard du genre Lestremelitta, tout comme celles du genre Trigona, produisent des cellules royales contrairement au genre Trigona.
Les deux espèces communes sont Lestremelitta ehrhardi et Lestremelitta limaô.

## Liste d'espèces[3]
- Lestrimelitta catira
- Lestrimelitta chacoana
- Lestrimelitta chamelensis
- Lestrimelitta ciliata
- Lestrimelitta danuncia
- Lestrimelitta ehrhardti
- Lestrimelitta glaberrima
- Lestrimelitta glabrata
- Lestrimelitta guyanensis
- Lestrimelitta huilensis
- Lestrimelitta limao
- Lestrimelitta maracaia
- Lestrimelitta monodonta
- Lestrimelitta mourei
- Lestrimelitta nana
- Lestrimelitta niitkib
- Lestrimelitta opita
- Lestrimelitta rufa
- Lestrimelitta rufipes
- Lestrimelitta similis
- Lestrimelitta spinosa
- Lestrimelitta sulina
- Lestrimelitta tropica